# Danièle Faubert
 (juillet 2009).
Si vous disposez d'ouvrages ou d'articles de référence ou si vous connaissez des sites web de qualité traitant du thème abordé ici, merci de compléter l'article en donnant les références utiles à sa vérifiabilité et en les liant à la section « Notes et références ».
Danièle Faubert est une parolière québécoise.
Elle a écrit plus d’une centaine de chansons, dont certaines ont été enregistrées par le groupe québécois Beau Dommage (Sur la véranda, etc. ). Elle collabore régulièrement avec l'un des anciens membres de ce groupe, Robert Léger.
Elle a aussi écrit pour Francine Raymond (On s’est aimé trop fort ), Pierre Bertrand (Moi j’appelle ça d’l’amour ), Germain Gauthier, etc.
Elle est l'auteure de la chanson de Joe Bocan, Repartir à zéro. Cette chanson remporte en 1990 le Grand Prix Radiomutuel. Cette même chanson fait partie depuis l’an 2000 des Classiques de la SOCAN commémorant plus de 25 000 exécutions radiophoniques.
Son travail de parolière pour les chansons du film La Guerre des tuques, lui vaut, en 1985, une nomination au Genie Awards ainsi que le Félix « disque pour enfants » au gala de l’ADISQ.
Danièle Faubert donne aussi des ateliers d’écriture de paroles de chansons, notamment aux Rencontres internationales de la chanson francophone, aux ateliers de la Société professionnelle des auteurs et compositeurs du Québec (SPACQ) et au Festival en chanson de Petite-Vallée.